# Sicherstellungs- und Vorsorgegesetze
Als Sicherstellungs- und Vorsorgegesetze bezeichnet man die im Falle einer Feststellung des Notstandes in Deutschland anwendbaren Gesetze. Sicherstellungsgesetze können angewendet werden, wenn der äußere Notstand gilt, also z. B. der Verteidigungsfall. Vorsorgegesetze hingegen können auch im Falle von besonderen Gefahrenlagen, etwa Naturkatastrophen, angewendet werden.

## Liste von Gesetzen und dazugehörigen Verordnungen
- Arbeitssicherstellungsgesetz
  - Verordnung über die Feststellung und Deckung des Arbeitskräftebedarfs nach dem Arbeitssicherstellungsgesetz
  - Verordnung zur Übertragung von Zuständigkeiten nach dem Arbeitssicherstellungsgesetz auf Dienststellen im Geschäftsbereich des Bundesministers der Verteidigung
- Bundesleistungsgesetz (teilweise auch ohne Notstand anwendbar)
- Energiesicherungsgesetz (auch ohne Notstand anwendbar)
  - Energiesicherungstransportverordnung
- Erdölbevorratungsgesetz[2]
- Ernährungssicherstellungs- und -vorsorgegesetz
  - ESVG-Datenübermittlungsverordnung
- Landbeschaffungsgesetz
- Postsicherstellungsgesetz
- Schutzbereichgesetz
- Telekommunikationsgesetz (§§ 184 bis 190)
- Verkehrsleistungsgesetz
- Verkehrssicherstellungsgesetz
  - Verordnung zur Sicherstellung des Eisenbahnverkehrs
  - Verordnung über Verkehrsleistungen der Eisenbahnen für die Streitkräfte
  - Verordnung über Zuständigkeiten nach dem Verkehrssicherstellungsgesetz
- Verkündungs- und Bekanntmachungsgesetz
- Wassersicherstellungsgesetz
  - Verordnung zur Übertragung der Ermächtigung zum Erlaß von Rechtsverordnungen nach § 13 des Wassersicherstellungsgesetzes
- Wirtschaftssicherstellungsgesetz
  - Wirtschaftssicherstellungsverordnung